# Пальмы в снегу
«Пальмы в снегу» (исп. Palmeras en la nieve) — испанский фильм 2015 года режиссёра Фернандо Гонсалеса Молины. Сценарий основан на одноимённом романе Лус Габас.

## Сюжет
В 2003 году Кларенс посещает похороны своего отца Хакобо. Она также посещает свою двоюродную сестру Даниелу и её отца Килиана, страдающего от деменции. Кларенс находит дневник Килиана, в котором есть записи о том, что он отправлял деньги неизвестной женщине. Она решает спросить у друга семьи Хулии, что она об этом знает. Хулия отвечает, что записка была написана её умершим мужем Мануэлем, но она не знает кому были адресованы деньги. Кларенс решает отправиться на остров сама, поскольку хочет узнать больше о жизни своего отца.
На острове Кларенс разыскивает могилу своего деда Антона, а также знакомится с Инико, который неохотно помогает ей узнать больше о прошлом плантации. Они находят Симона, который в прошлом был знаком с Килианом и Хакобо, он говорит, что дед Инико также был другом Антона. Когда Кларенс показывает Инико фотографию женщины, которую она ищет, он узнаёт в ней свою мать Бизилу. Молодые люди приезжают к ней в дом, и она, в присутствии обоих сыновей,  рассказывает о Килиане и себе, и непростую историю взаимоотношений между их семьями.
В 1954 году Килиан отправляется на остров Фернандо-По (в настоящее время Биоко), где он родился и где члены его семьи работают управляющими на плантации какао. Вместе с отцом Антоном и братом Хакобо они остаются на острове, в то время как его сестра Каталина и мать остались в Испании. Сестра перед отъездом дарит Килиану дневник и просит вести его. Хакобо знакомит Килиана с местными развлечениями: распитием спиртных напитков и проститутками. Через несколько месяцев Антон, отец Кириана, решает отвезти Килиана в деревню и познакомить с местным народом буби. Там он посещает свадьбу Бизилы, дочери друга Антона, которая ему очень понравилась (она запала ему в душу еще при первой случайной встрече у водопада в джунглях, когда он только приехал на остров). Некоторое время спустя здоровье Антона ухудшается, и он умирает, после чего Килиан уезжает с острова.
В 1957 году Килиан возвращается на Биоко. Килиан вновь встречает Бизилу, а также её мужа Моси и сына. Встретившись с Хулией, он также узнаёт о нарастающих волнениях в обществе. Хулия просит его и Бизилу помочь местному политику Густаво. Они прячут Густаво в багажнике и пересекают границу, после этого у Килиана и Бизилы начинается роман, который они стараются держать в секрете. В 1964 году Килиан получает письмо от матери, которая сообщает ему о том, что его сестра находится при смерти и просит его вернуться в Испанию. Он на несколько месяцев уезжает с острова, а когда возвращается, то узнает, что Бизила была изнасилована Хакобо и его друзьями. Друзей Хакобо вскоре находят повешенными, а когда муж Бизилы Моси пытается отомстить Хакобо, он его убивает из пистолета. Килиан отправляет Хакобо обратно в Испанию. Бизила говорит, что по местным традициям она должна оплакивать Моси в течение года, после чего будет свободна.
В 1968 году в Экваториальной Гвинее избирают нового президента, и большинству испанцев приходится покинуть страну. Килиана похищают местные, которые хотят отомстить за смерть Моси, отвозят в лес и заставляют его копать себе могилу. В это время приезжает Симон и уговаривает их не убивать Килиана. Килиан пытается покинуть Биоко вместе с Бизилой и ее сыновьями, но их не выпускают. Они какое-то время пытаются жить семьей, но в итоге Килиану все же приходится уехать. 
Кларенс после всего, что узнала, снова возвращается в дом Килиана и привозит ему привет от Бизилы. Он очень растроган: очевидно, что он пронёс свою любовь к Бизиле через всю жизнь.
Через какое-то время Бизила на Биоко получает письмо из Испании. По всей видимости, это известие о смерти Килиана, поскольку сразу после этого женщина со спокойной решимостью уходит в море, волны которого накрывают её с головой и смывают следы её стоп с берега. Она воссоединяется со своим любимым.
Сыновья Бизилы приезжают в дом Килиана, где их на пороге встречают Кларенс и дочь Килиана Даниела.

## В ролях
| - Марио Касас — Килиан - Челсо Бугалло — пожилой Киллиан - Адриана Угарте — Кларенс - Макарена Гарсия — Хулия - Петра Мартинес — пожилая Хулия - Ален Эрнандес — Хакобо - Берта Васкес — Бисила - Виктория Эвита Ика — пожилая Бисила - Даниель Грао — Мануэль - Хехе Апали — Инико - Эмилио Гутьеррес Каба — Антон - Луис Кальехо — Грегорио - Хосе Мария Кимбо — Оси | - Фернандо Кайо — Гаруз - Томас дел Эстал — Эмилио - Лупе Картье Рода — Генероса - Рамон Агирре — падре Рафаэль - Серж Хаппи — Симон - Лаия Коста — Даниела - Майкл Батиста — Лаха Фернандо - Пепа Аниорте — Мариана - Джоана Вилапуж — Каталина - Бриджит Эмага — Саде - Фанор Запата — Моси - Боре Буика — Густаво - Мули Джарджу — Умару |

## Награды и номинации
| Награда | Категория               | Номинант                                                    | Результат |
| ------- | ----------------------- | ----------------------------------------------------------- | --------- |
| «Гойя»  | Лучшая работа художника | Антон Лагуна                                                | Победа    |
| «Гойя»  | Лучшие спецэффекты      | Тони Новелья                                                | Номинация |
| «Гойя»  | Лучшие костюмы          | Лолес Гарсия Галеан                                         | Номинация |
| «Гойя»  | Лучший грим             | Алисия Лопес, Кармель Солер, Маноло Гарсия и Педро де Диего | Номинация |
| «Гойя»  | Лучшая песню            | Лукас Видаль и Пабло Альборан                               | Победа    |